# Plectris sparsepilosa
Plectris sparsepilosa är en skalbaggsart som beskrevs av Frey 1967. Plectris sparsepilosa ingår i släktet Plectris och familjen Melolonthidae. Inga underarter finns listade i Catalogue of Life.